# Historique du concept de molécule
En chimie, l'histoire du concept de molécule retrace les origines du concept ou de l'idée de l'existence, dans la nature, d'une structure formée par la liaison de deux atomes ou plus, selon lesquels les structures de l'Univers sont établies. En ce sens, le concept d'objets fondamentaux semblable aux concepts modernes de molécule et d'atome trouve ses origines au Ve siècle av. J.-C. avec le philosophe grec Leucippe qui soutenait le fait que tout l'Univers se compose d'atomes et de vides. Cette idée sera développée plus tard, vers 450 av. J.-C. par le philosophe grec Aristote, qui fonde la théorie des quatre éléments : le feu, l'air, l'eau, la terre, ainsi que les forces qui leur sont associées : l'attraction et la répulsion. Sur la base de ce raisonnement (alors purement philosophique), de nombreux scientifiques spéculeront tout au long de l'histoire sur la manière dont les éléments ou les atomes peuvent interagir entre eux en un système cohérent.

## Étymologie
Le mot dérive du latin scientifique molecula, diminutif de mole (« masse ») et entre en français sous la plume de Pierre Le Gallois, en 1674, dans Conversations tirées de l'Académie de M. l'abbé Bourdelot, contenant diverses recherches et observations physiques avec le sens initial de « très petite partie d'un corps ».

## Antiquité
Vers 485 av. J.-C., le philosophe grec Parménide se fonde sur un argument ontologique contre le néant, niant la possible existence du vide. En 460 av. J.-C., le philosophe grec Leucippe, en opposition à Parménide, qui nie le vide, propose une théorie atomique, qui explique la raison pour laquelle tout dans l'univers est composé d'atomes ou de vide. Une théorie qui, selon Aristote, a été conçue pour contredire exprès les arguments de Parménide. Dans les années qui suivront, spécifiquement vers 450 av. J.-C., le disciple de Leucippe, Democritus, continue à développer l'hypothèse atomique en utilisant le terme atomos, ce qui signifie littéralement l’« insécable ».
En plus des théories atomiques et avant le développement du concept de « molécule » s'établissent diverses théories essentielles d'élément. Dès le VIe siècle av. J.-C., le scientifique grec Thalès de Milet pensait que l'élément essentiel était l'eau et que toutes les choses dérivaient de cet élément. Selon la légende, Thalès marchait le long d'un chemin de flanc de coteau sur le rivage de Ionia, dans ce qui est aujourd’hui le sud-ouest de la Turquie, et il remarqua des roches contenant des fossiles qui étaient sans aucun doute possible des coquillages marins. Cela a mené Thales à croire que ces collines avaient dû autrefois faire partie de la mer. Sur cette logique, Thalès établit que le monde original devait avoir été entièrement composé d'eau, et que c'était donc l'élément essentiel.
Au Ve siècle av. J.-C., le Grec Empédocle, étant influencé par Pythagore, proclame que toutes les choses sont composées des combinaisons différentes de quatre éléments :

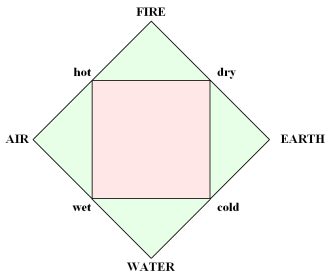
Représentation de la théorie des quatre éléments

Le terme « élément » (stoicheia) a été introduit pour la première fois par le philosophe grec Platon vers 360 av. J.-C. dans son dialogue Timée, qui comporte une discussion sur la composition des corps organiques et inorganiques et qui peut être considéré comme un traité rudimentaire de la chimie. Platon suppose que la particule fondamentale de chaque élément possède une forme géométrique précise : tétraédrique (feu), octaédrique (air), icosaédrique (eau), et cubique (terre).
|                 |                |                 |              |  |
| Tétraèdre (feu) | Octaèdre (air) | Icosaèdre (eau) | Cube (terre) |  |

À cette théorie des quatre éléments, Aristote ajoute vers 350 av. J.-C., un cinquième élément ou "quintessence", ce qui forme les cieux. Sur base de cette logique, divers auteurs ont spéculé au cours du temps sur des formes géométriques possibles, telles que des cercles, carrés, polygones, etc., des éléments, et comment ces formes pourraient se combiner, se repousser, ou interagir les unes contre les autres pour créer de nouveaux éléments.

## Période médiévale
La période allant du Xe au XIIe siècle montre une certaine activité avec les écrits de Maïmonide, Thierry de Chartres, et Guillaume de Conches. Ces philosophes, bien qu'acceptant l'enseignement de base des écritures théologiques, font revivre les anciennes théories atomiques de manière à fournir une interprétation scientifique de la Création et de la structure du monde.
Maïmonide, par exemple, s'est principalement fondé sur la science d'Aristote et a essayé de réconcilier les philosophies du Talmud avec l'alchimie. Thierry de Chartres, suivant la logique des théories des quatre éléments, explique les raisons pour lesquelles la terre et l'eau, étant plus lourds, ont pris une position centrale en structures, tandis que l'air et le feu, étant plus légers, ont pris une position externe. De même, Guillaume de Conches, étant un partisan de la théorie des quatre éléments, clame que les éléments ont été divinement créés, pendant la genèse du monde, mais qu'ils sont maintenant soumis aux lois de la Nature. Il considère les atomes comme des particules « simples et extrêmement petites par lesquelles ou leur juxtaposition, toutes les choses du monde physique ont été formées et dont les qualités ont été produites ». Après 1450, avec l'invention de l'imprimerie par Gutenberg, le développement de la pensée scientifique va commencer à s'accélérer.

## XVIIesiècle
La plus ancienne théorie sur les formes et la connectivité des atomes a été celle proposée par Leucippe, Démocrite et Épicure qui associaient la solidité d'un matériau à la forme que prenaient les atomes qui le composent. Selon cette théorie, les atomes de fer sont solides et durs et composés de crochets qui les relient entre eux pour former le métal. Les atomes d'eau, par contre, sont lisses et glissants ; les atomes de sels, en raison de leur goût, sont pointus et aigus ; et les atomes d'air sont légers et tourbillonnants, infiltrant tous les autres matériaux. Le principal partisan de cette théorie était Démocrite. En utilisant des analogies à partir de nos perceptions, il fournit une image de l'atome où ceux-ci sont distingués les uns des autres par leur forme, leur taille, et leurs arrangements relatifs. De plus, la liaison était expliquée via des liens matériels où les atomes possédaient des points d'attache : certains ayant des crochets et d'autres des creux.
Curieusement, la théorie atomique fut abandonnée pendant près de deux millénaires au profit de la théorie des quatre éléments et plus tard des théories alchimiques. Toutefois, le XVIIe siècle voit ressurgir la théorie atomique à travers les travaux de Descartes, Gassendi et Newton, qui utilisent les anciennes théories atomiques grecques pour expliquer comment les particules ultimes de la matière se lient entre elles. Ainsi, René Descartes imagine l'une des théories moléculaires les plus anciennes, qui stipule que les atomes sont attachés entre eux par des crochets microscopiques. Certains atomes seraient pourvus de crochets, et d'autres de creux, et il soutenait que deux atomes se combinent quand le crochet de l'un se fait piéger dans le creux de l'autre, tel que montré ci-dessous :

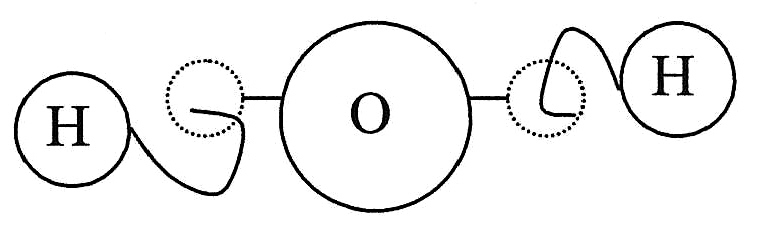
Une molécule d'eau telle que le modèle « Crochet-et-Œil » de Descartes aurait pu la représenter. Note : à l'époque (vers 1625), la composition de l'eau n'était pas connue.

Vers le milieu des années 1670, les théories impliquant des particules comportant des crochets physiques étaient considérées comme de la « chimie cartésienne ». De manière similaire à Descartes, Gassendi, qui avait alors écrit un livre sur la vie d'Épicure, pense que la taille et la forme des atomes qui se déplacent dans le vide doit rendre compte des propriétés de la matière. La chaleur est due à des atomes petits et ronds ; le froid, à des atomes pyramidaux avec des coins pointus, ce qui prend en compte la sensation de picotement lors de grand froid ; tandis que les solides tiennent ensemble par des crochets entrelacés.
Newton, connaissant les diverses théories d'attachement d'atome alors à la mode, c'est-à-dire les « atomes crochus », les « atomes collés » (des corps au repos), et la théorie des « liaisons par mise en commun », croit plutôt, comme indiqué dans le célèbre « Principe 31 » de son Opticks de 1704, que les particules s'attirent les unes les autres par une certaine force, qui « en contact immédiat est extrêmement forte, à de petites distances effectue les opérations chimiques, et à longue distance ne crée pas d'effet sensible sur les particules. »
Cependant, et de façon plus concrète, le concept des agrégats ou des unités d'atomes collés, c'est-à-dire « molécules », trouve ses origines dans l'hypothèse de Robert Boyle en 1661, dans son célèbre traité The Sceptical Chymist : la matière se compose de clusters de particules et les changements chimiques résultent du réarrangement du cluster. Boyle affirme que les éléments de base de la matière sont composés de particules de diverses sortes et tailles, appelées « corpuscules », qui sont capables de s'arranger en groupes.

En 1680, en employant la théorie corpusculaire comme base, le chimiste français Nicolas Lémery stipule que l'acidité de n'importe quelle substance trouve ses origines dans ses particules aiguës, tandis que les alcalis sont dotés de pores de diverses tailles. Une molécule, selon ce point de vue, est composée de corpuscules unis par une fermeture géométrique entre des points et des pores.

Modèle de la liaison acide-base de Nicolas Lémery (1680)

## XVIIIesiècle
La théorie de la combinaison par affinité chimique est le précurseur de l'idée d'une combinaison d'atomes liés entre eux. Par exemple, en 1718, le Français Étienne-François Geoffroy, propose une classification des substances chimiques suivant leur plus ou moins grande « disposition à s'unir » à une substance de référence. Il propose le test empirique suivant pour classer les substances par ordre de leur disposition à s’unir (il n’emploie jamais le terme d’affinité, de crainte d’être taxé de newtonianisme) :
si un corps B mis en présence d’une « union » de deux substances CA, déloge C pour donner la combinaison BA, on en conclut que le corps B a plus de rapport/affinité que le corps C pour le corps A : soit B+CA → BA + C
Geoffroy présente en 1718 un mémoire contenant sa table des affinités chimiques (Table des rapports), à l'Académie française puis en 1720 des Éclaircissements.

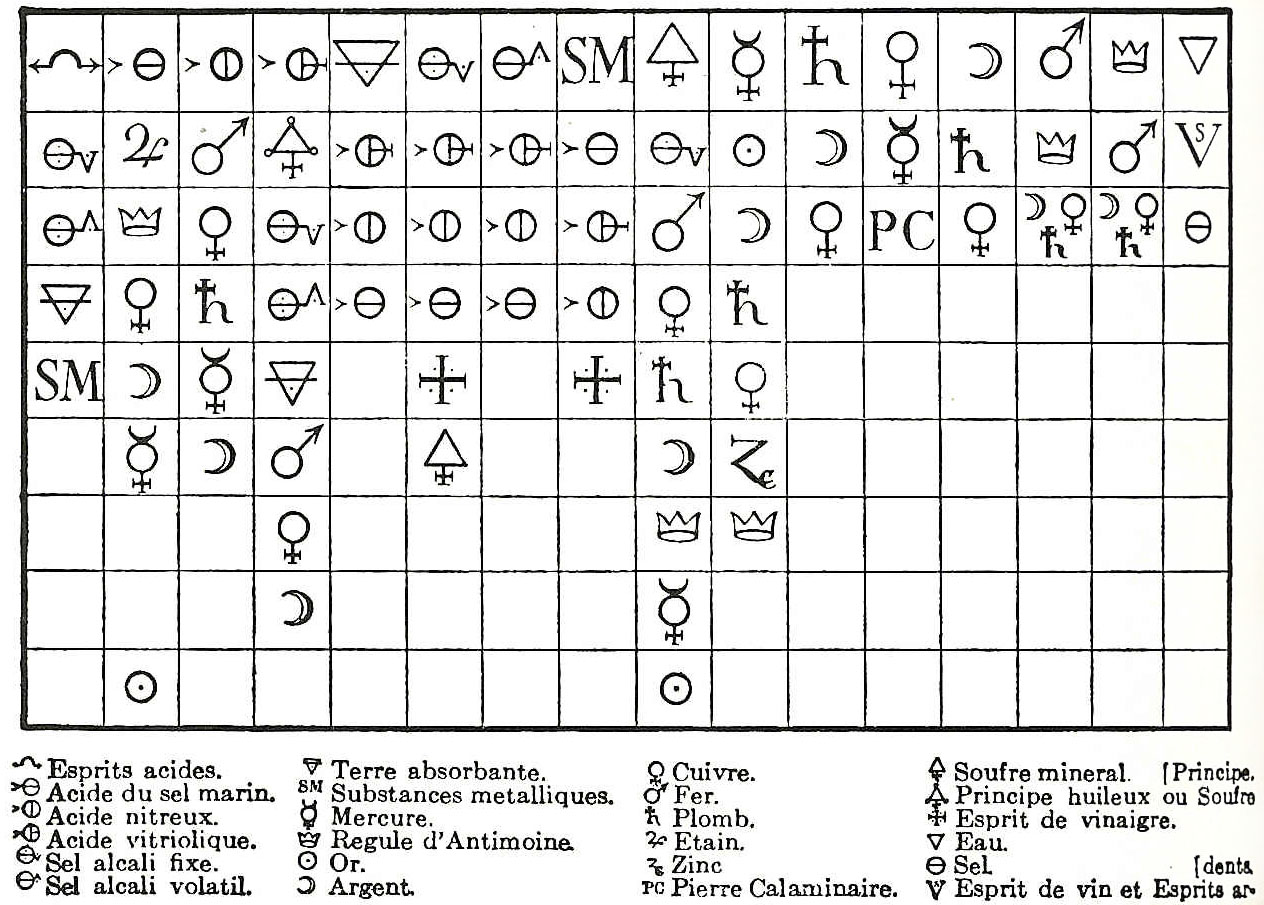
Table des rapports (1718) : en haut d'une colonne se trouve une substance avec laquelle toutes les autres en dessous peuvent se combiner.

Ces tables d'affinités resteront à la mode pour le reste du siècle jusqu'à son remplacement par les conceptions de Claude Louis Berthollet.
En 1738, un physicien et mathématicien suisse Daniel Bernoulli publie Hydrodynamica, qui restera le fondement de la théorie cinétique des gaz. Dans ce travail, Bernoulli propose l'argument, encore utilisé de nos jours, qu'un gaz consiste en un grand nombre de molécules se déplaçant dans toutes les directions, que la pression du gaz que l'on peut mesurer est causée par l'impact des molécules sur les surfaces qu'elles rencontrent et que ce que l'on perçoit comme de la chaleur est simplement l'énergie cinétique de leur mouvement. Cette théorie ne fut pas immédiatement acceptée, en partie dû au fait que le principe de la conservation de l'énergie n'avait pas encore été établi et qu'il n'était pas évident pour les physiciens de savoir comment les collisions entre les molécules pourraient être parfaitement élastiques.
En 1787, Antoine Lavoisier qui a en particulier étudié la composition de l'eau, dont il appelle les composants « oxygène » et « hydrogène » conçoit, avec le chimiste Claude Louis Berthollet et d'autres, une nomenclature chimique ou un système des noms qui sert de base au système moderne. Il les décrit dans la Méthode de nomenclature chimique (1787), de Louis Bernard Guyton de Morveau, Antoine-François Fourcroy, Antoine-Laurent Lavoisier, et Claude Louis Berthollet. Lavoisier clarifie le concept d'un élément comme substance simple qui ne peut être décomposée par aucune méthode connue d'analyse chimique, et conçoit une théorie de la formation des composés chimiques des éléments.
En 1789, William Higgins publie un travail sur ce qu'il appelle les combinaisons de particule « ultime », qui annonce le concept de la liaison de valence. Si, par exemple, selon Higgins, la force entre la particule ultime de l'oxygène et la particule ultime de l'azote est de 6, alors la résistance de la force est divisée en conséquence, et de manière similaire pour les autres combinaisons des particules ultimes :

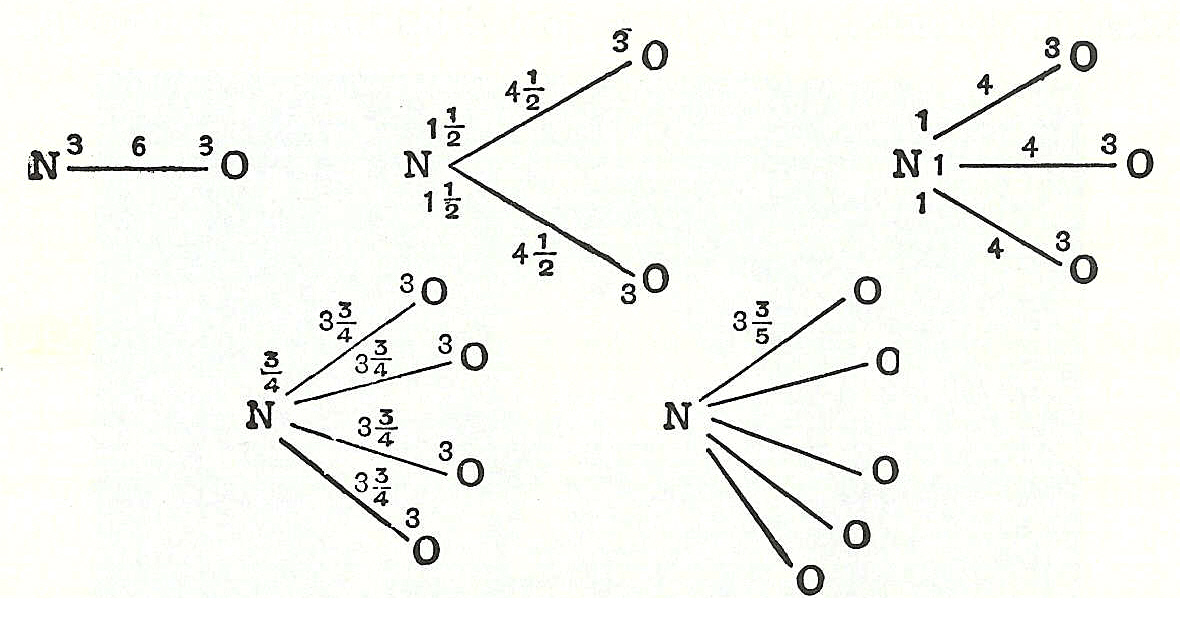
Les combinaisons des particules ultimes de William Higgins (1789)

## XIXesiècle
D'une manière similaire, John Dalton, en 1803, prend le poids atomique de l'hydrogène, l'élément le plus léger, comme unité, et détermine, par exemple, que le rapport pour l'anhydride d'azote était de 2 pour 3 ce qui donne la formule N2O3. Dalton imagine, à tort, que les atomes "s'accrochent" ensemble pour former des molécules. Plus tard, en 1808, Dalton publie son célèbre diagramme des "atomes" combinés :

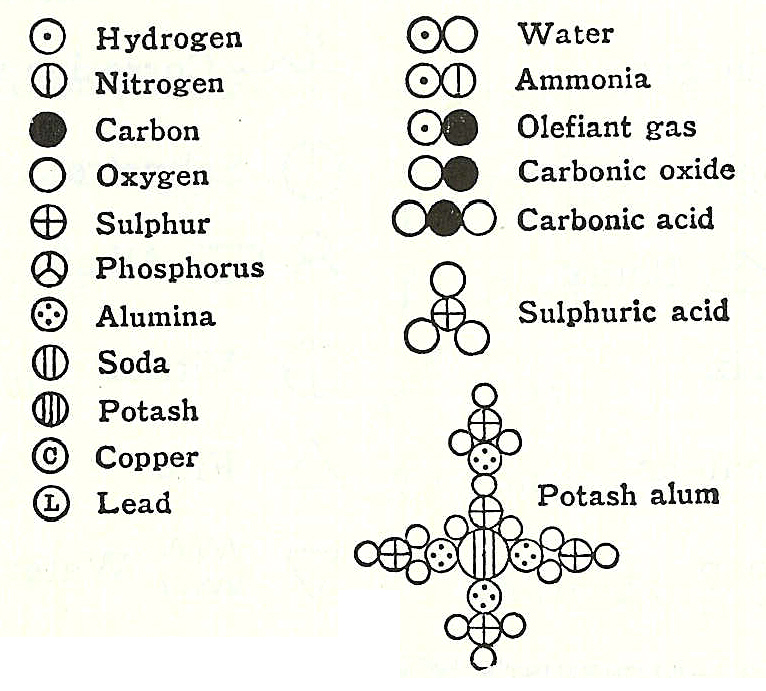
L'union des atomes combinés en ratios de John Dalton (1808)

Amedeo Avogadro déclare dans son célèbre article de 1811 Essay on Determining the Relative Masses of the Elementary Molecules of Bodies, que :
Il convient de signaler ici que cette citation n'est pas une traduction littérale. Avodagro utilise le terme « molécule » de manière similaire pour les atomes et les molécules. De manière spécifique, il utilise le terme « molécule élémentaire » lorsqu'il fait référence aux atomes et de « molécules composites » pour décrire la matière.

## XXesiècle
Au début des années 1900, le chimiste américain Gilbert N. Lewis commença à dessiner des points lors de ses cours de chimie undergraduate à Harvard, afin de représenter les électrons présents autour des atomes. Ses étudiants appréciaient ces dessins et ceci l'encouragea à continuer dans cette direction. À partir de ses cours, Lewis s'aperçut que les éléments possédant un certain nombre d'électrons semblaient posséder une stabilité plus importante. Ce phénomène fut repéré par le chimiste allemand Richard Abegg en 1904, et Lewis s'y référait en lui donnant le nom de loi d'Abegg pour la valence et contre-valence. Lewis se rendit compte qu'une fois qu'un groupe de 8 électrons s'est formé autour d'un noyau, alors la couche est complète et une nouvelle couche commence à être remplie. Lewis s'aperçut aussi que les ions dont la couche extérieure est remplie de 8 électrons possèdent une stabilité particulière. À partir de ces observations, il proposa la règle de l'octet : les ions ou atomes comportant une couche remplie de 8 électrons ont une plus grande stabilité.
Par la suite, Lewis envisage l'atome comme ayant 8 sites disponibles pour les électrons, à la manière des coins d'un cube. Ainsi, il conçoit en 1902 une théorie selon laquelle ces atomes cubiques peuvent s'associer en formant des liaisons sur leurs côtés et ainsi créer des molécules de structures cubiques.
Autrement dit, des liaisons covalentes simples peuvent être formées lorsque 2 atomes partagent une arête et mettent en commun deux électrons, comme dans la structure C ci-dessous. De la même façon, des liaisons ioniques sont formées par le transfert d'un électron d'un cube à l'autre, sans qu'ils ne partagent une arête (structure A). Lewis postule l'existence d'un état intermédiaire où seulement un coin est partagé (structure B).

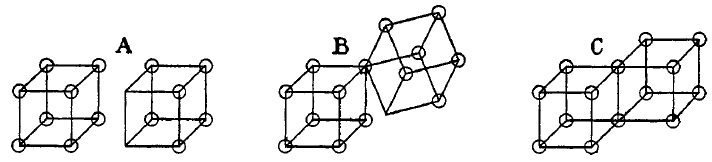
Différentes combinaisons d'atomes cubiques de Lewis

Les doubles liaisons, qui résultent du partage de 4 électrons, sont donc formées par le partage d'une face entre deux atomes cubiques.
En 1913, alors qu'il travaille comme directeur du département de chimie de l'Université de Californie à Berkeley, Lewis lit une première version d'un article écrit par un étudiant en thèse anglais, Alfred Lauck Parson. Ce dernier suggérait que l'électron n'est pas seulement une charge électrique mais aussi un petit aimant (ou magnéton comme il le désigne) et qu'en outre, une liaison chimique est le résultat du partage des deux électrons entre deux atomes. Ceci, selon Lewis, signifiait que la liaison se formait quand deux électrons étaient partagés sur une arête entre deux cubes différents.
Afin de pouvoir représenter les atomes et les molécules, Lewis introduit la « structure de Lewis » dans son article de 1916 L'atome et la molécule. Il se sert de points pour représenter les électrons et de lignes pour les liaisons covalentes. Dans cette publication, il développe le concept de liaisons covalentes, dans lesquelles deux atomes peuvent partager de un à six électrons, formant de cette manière soit la liaison électron simple, une liaison simple, une liaison double ou une liaison triple.